# Sarita Colonia (álbum de Los Mojarras)
Sarita Colonia es el primer álbum de estudio de la banda de rock peruana Los Mojarras, lanzado en el año 1992.

## Lista de canciones
Todas las letras escritas por Hernán Condori.
| N.º | Título                 | Duración |  |
| 1.  | «Absuelto criminal»    | 3:58     |  |
| 2.  | «Cachuca»              | 5:16     |  |
| 3.  | «Confesiones»          | 5:01     |  |
| 4.  | «Babalúa»              | 4:35     |  |
| 5.  | «Abandónate (a ellas)» | 4:26     |  |
| 6.  | «Sarita Colonia»       | 3:34     |  |
| 7.  | «Catalepsia»           | 5:15     |  |
| 8.  | «Cayara»               | 4:22     |  |
| 9.  | «Hipocresía infernal»  | 4:06     |  |
| 10. | «Gente de noche»       | 4:19     |  |
| 11. | «Represión»            | 3:27     |  |
| 12. | «Mil religiones»       | 6:11     |  |

## Créditos
- Hernán Condori: Voz
- Enrique Solano: Bajo
- Dani Tayco: Batería, timbales y cencerro
- Carlos Franco: Coro
- Wicho García: Teclados y coro
- Quique Larrea: Solo de guitarra y coro